# Beauregard - Boufflers - Buthegnémont
Pour les articles homonymes, voir Beauregard et Boufflers.
Beauregard - Boufflers - Buthegnémont est un quartier du nord-ouest de la ville de Nancy.
Il possède de nombreux espaces boisés, dont le parc de la Cure d'air, le parc du Carmel, le parc du Poney Club de Nancy, etc.
Le quartier regroupe de nombreux bâtiments construits au début du XXe siècle, ainsi que des structures plus récentes. Il compte environ 6 000 habitants en 2022.

## Géographie

### Situation
Ce quartier se trouve à proximité des portes d'autoroute vers Paris et Dijon-Lyon (A31-A33), ainsi que des avenues qui les relient au centre-ville. Il est caractérisé par ses coteaux abrupts, culminant à 340 m.

### Climat
Le climat du quartier se rapproche de celui des plateaux lorrains en raison de son altitude élevée (entre 250 et 340 m). Il diffère donc de celui des autres quartiers de Nancy, qui ne dépassent pas 200 m d'altitude environ.
- Tout au long de l'année, ce quartier enregistre des températures de 1 à 2 °C inférieures à la température relevée en ville.
- L'hiver, il bénéficie d'un manteau neigeux plus important qu'en centre-ville grâce à son altitude. Grâce aux températures plus froides, il arrive même parfois que la neige recouvre le quartier alors qu'elle est absente dans les autres quartiers nancéiens.
- Sa proximité avec la forêt de Haye et son altitude lui assurent une pluviométrie un peu plus importante que celle de la station météorologique de Nancy-Essey.

## Lieux
- Parc de la Cure d'Air
- Escaliers de la Cure d'air (comportant 140 marches environ)
- Église Sainte-Anne
- Avenue de Boufflers

## À voir aussi